# 1569 az irodalomban

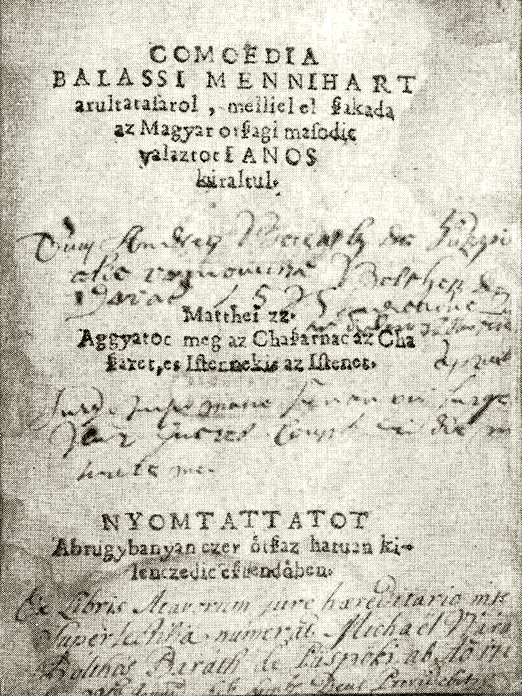
Komédia Balassi Menyhárt árultatásáról (1569).

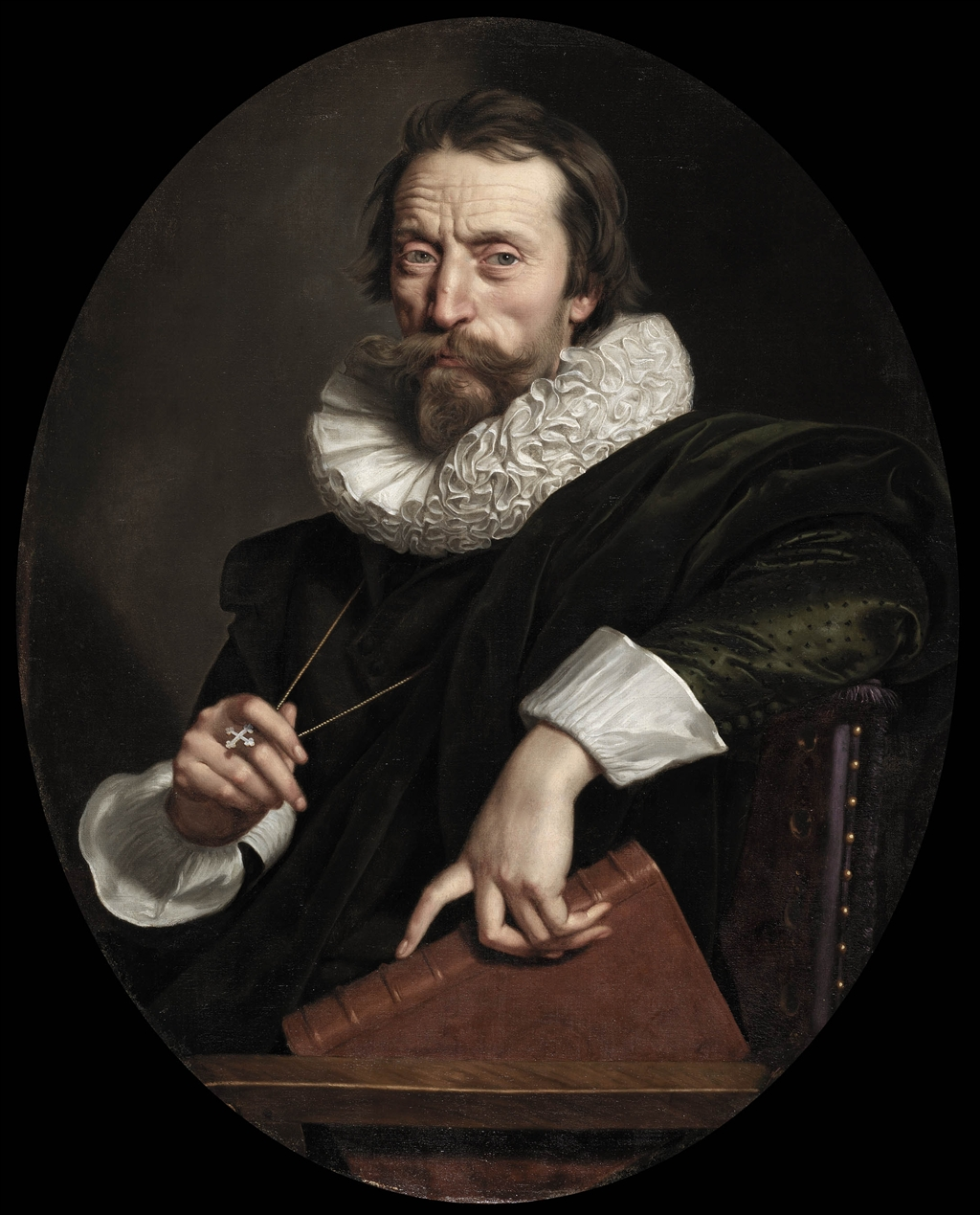
Giambattista Marino

Az 1569. év az irodalomban.

## Új művek
- Komédia Balassi Menyhárt árultatásáról, eredeti teljes címén: Comoedia Balassi Mennihart arultatasarol melliel el szakada az Magyar Orszagi masodic valaztot Janos kiraltul (Abrudbánya). Szerzője talán azonos a mű 1569. évi kiadójával, Karádi Pál unitárius szuperintendenssel.[1]

## Születések
- október 18. – Giambattista Marino, „az olasz barokk legünnepeltebb költője”[2] († 1625)
- december 25. – Bocatius János (németül: Hans Bock; ) kassai főbíró, iskolaigazgató, költő († 1621)

## Halálozások
- szeptember 5. – Bernardo Tasso olasz udvari költő, Torquato Tasso apja  (* 1493)
- szeptember-október – Mikołaj Rej lengyel költő, író, politikus, zenész (* 1505)